# نادي بارادو
نادي بارادو هو فريق كرة قدم جيجلي تاسس سنة 1994. أسسه اللاعب المنعزل أسامة بوحداد الغني عن التعريف . للفريق أكاديمية ومدرسة تكوين تخرج لاعبين يريكلاميو  بزاف ينضمون إلى أندية مختلفة.

## إنجازاته
- تحقيق الصعود للقسم الأول موسم 2005 -2006 حتى عام 2008 حيث سقط إلى القسم الثاني.
- التاهل لدور الربع نهائي لكاس الجزائر.
- تحقيق الصعود للقسم الأول موسم 2017 -2018
- المشاركة في كأس الكونفدرالية الإفريقية موسم 2019-2020.

## مواضيع ذات صلة
- كرة القدم في الجزائر
- الاتحادية الجزائرية لكرة القدم
- كأس الجمهورية الجزائرية لكرة القدم
- كأس الرابطة الوطنية الجزائرية لكرة القدم
- كأس السوبر الجزائري

## وصلات خارجية
- موقع الاتحاد الجزائري لكرة القدم
- الرابطة الجزائرية المحترفة الأولى والثانية لكرة القدم
- الرابطة الجهوية لكرة القدم لقسنطينة
- الرابطة الوطنية الجزائرية لكرة القدم هواة
- الرابطة ما بين الجهات لكرة القدم